# Nycheuma menia
Nycheuma menia är en insektsart som beskrevs av Ronald Gordon Fennah 1958. Nycheuma menia ingår i släktet Nycheuma och familjen sporrstritar. Inga underarter finns listade i Catalogue of Life.